# Бэтмен (телесериал)
«Бэтмен» (англ. Batman) — американский телевизионный сериал 1960-х годов, основанный на комиксах компании DC. Основные персонажи сериала, Бэтмен и Робин — герои в масках, сражающиеся с преступностью в вымышленном городе Готэм-сити. Сериал демонстрировался телесетью American Broadcasting Company (ABC) два с половиной сезона с 12 января 1966 года по 14 марта 1968 года. Поскольку большую часть времени показа в неделю выходило по две серии, всего было отснято и показано 120 серий «Бэтмена».
Несмотря на то что сериал имеет весьма незамысловатый сюжет и в сравнении с другими фильмами о приключениях Бэтмена, снятыми на сегодняшний день, напоминает скорее пародию, он достаточно популярен в США и считается классическим. Отсылки к нему можно найти в различных комедийных фильмах и анимационных сериалах («Симпсоны», «Гриффины» и прочих).
На основе сериала был снят фильм «Бэтмен» (1966).

## Сюжет
Богатый предприниматель Брюс Уэйн и его подопечный Дик Грейсон ведут двойную жизнь, тайно являясь борцами с преступностью Бэтменом и Робином. Городу Готэм-сити, где происходит действие сериала, постоянно угрожают различные злодеи: Джокер, Загадочник, Пингвин, Женщина-кошка и Мистер Фриз. Будучи не в состоянии самостоятельно справиться с угрозой, власти города в лице мэра Линсида и комиссара полиции Гордона по специальному телефону вызывают на помощь героев в масках, которые садятся в Бэтмобиль и спешат на сражение с очередным злодеем, неизменно одерживая над ним верх.
В третьем сезоне сериала к дуэту героев присоединяется Бэтгёрл, в реальной жизни сотрудница библиотеки и дочь комиссара Гордона, Барбара.

## В ролях

### Главный актёрский состав
- Адам Уэст — Бэтмен / Брюс Уэйн
- Берт Уорд — Робин / Дик Грейсон
- Алан Напье — Альфред
- Нил Хэмилтон — комиссар Джеймс Гордон
- Стаффорд Репп — начальник полиции Майлз О’Хара
- Мэдж Блейк — тётушка Хэрриет Купер
- Ивонн Крейг — Бэтгёрл / Барбара Гордон
- Байрон Кейт — мэр Джон Линсид
- Уильям Дозье — рассказчик

После смерти Адама Уэста 9 июня 2017 года Берт Уорд стал единственным живым членом из главного актёрского состава телесериала.

### Приглашённые актёры
- Сесар Ромеро — Джокер
- Бёрджесс Мередит — Пингвин
- Джули Ньюмар и Эрта Китт — Женщина-кошка
- Фрэнк Горшин и Джон Остин — Загадочник
- Джордж Сандерс[5], Отто Премингер[6] и Илай Уоллак[7] — Мистер Фриз
- Ван Уильямс — Зелёный Шершень

С небольшими ролями в сериале появлялись многие известные актёры и актрисы, такие как Эдвард Г. Робинсон, Таллула Бэнкхед, Винсент Прайс, Брюс Ли, Арт Карни, Марианна Хилл, Боб Хастингс.

## Расширенная вселенная
В декабре 2019 года в кроссовере «Кризис на Бесконечных Землях» было подтверждено, что события сериала происходят в рамках мультивселенной DC (Земля-66).